# Elatostema latistipulum
Elatostema latistipulum är en nässelväxtart som beskrevs av Wen Tsai Wang och Z.Y.Wu. Elatostema latistipulum ingår i släktet Elatostema och familjen nässelväxter. Inga underarter finns listade i Catalogue of Life.